# Гуево
Гуево — село в Суджанском районе Курской области. Административный центр Гуевского сельсовета.

## География
Село находится на реке Псёл и её притоке Гуйва, в 3,5 км от российско-украинской границы, в 96 км к юго-западу от Курска, в 10,5 км к югу от районного центра — города Суджа.
Улицы
В селе улицы: Весёлая, Заводская, Кирова, Колхозная, Комсомольский, Ленина, Лесной, Октябрьская, Садовая, Садовый, Советская, Школьный, Шлях.
Климат
Гуево, как и весь район, расположено в поясе умеренно континентального климата с тёплым летом и относительно тёплой зимой (Dfb в классификации Кёппена).
| Показатель                                                                   | Янв. | Фев. | Март | Апр. | Май  | Июнь | Июль | Авг. | Сен. | Окт. | Нояб. | Дек. | Год  |
| ---------------------------------------------------------------------------- | ---- | ---- | ---- | ---- | ---- | ---- | ---- | ---- | ---- | ---- | ----- | ---- | ---- |
| Средний суточный максимум, °C                                                | −3,4 | −2,2 | 3,9  | 13,6 | 19,9 | 23,2 | 25,6 | 25,1 | 18,7 | 11,1 | 3,9   | −0,6 | 11,6 |
| Средняя температура, °C                                                      | −5,5 | −4,8 | 0,2  | 8,8  | 15,2 | 18,9 | 21,3 | 20,5 | 14,5 | 7,7  | 1,7   | −2,6 | 8,0  |
| Средний суточный минимум, °C                                                 | −7,9 | −7,9 | −3,9 | 3,4  | 9,6  | 13,6 | 16,3 | 15,4 | 10,2 | 4,4  | −0,6  | −4,7 | 4,0  |
| Норма осадков, мм                                                            | 51   | 43   | 49   | 49   | 63   | 71   | 74   | 53   | 55   | 54   | 46    | 49   | 657  |
| Источник: Погода по месяцам c ru.climate-data.org(дата обращения: Июль 2021) |      |      |      |      |      |      |      |      |      |      |       |      |      |

## История
7 августа 2024 года, в ходе боёв в Курской области, село было оккупировано ВСУ. 8 апреля 2025 года село было освобождено.

## Население
| 2002 | 2010 |
| ---- | ---- |
| 1034 | ↘904 |

## Инфраструктура

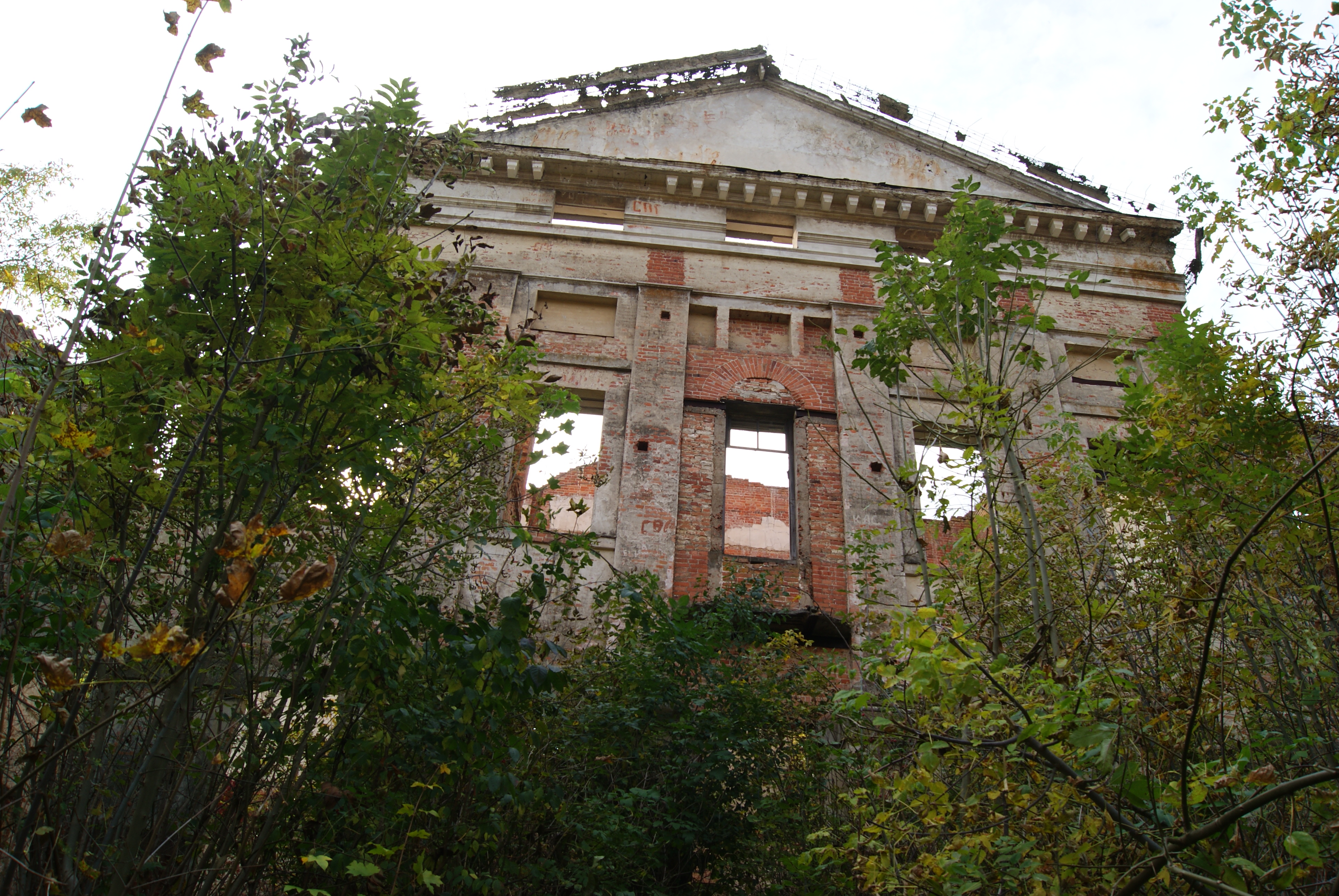
Дворец князя П. Д. Долгорукова

Личное подсобное хозяйство. Школа. В селе 410 домов.

## Транспорт
Гуево находится в 12 км от автодороги регионального значения 38К-004 (Дьяконово — Суджа — граница с Украиной, в 9 км от автодороги 38К-028 (Обоянь — Суджа), на автодорогах межмуниципального значения, в 3,5 км от автодороги межмуниципального значения 38Н-515 (38К-028 — Махновка — Плёхово — Уланок), на автодороге 38Н-609 (Суджа — Гуево — Горналь — граница с Украиной), в 12,5 км от ближайшей ж/д станции Суджа (линия Льгов I — Подкосылев). Остановка общественного транспорта.
В 106 км от аэропорта имени В. Г. Шухова (недалеко от Белгорода).

## Культура
- Место постоянных творческих экспедиций уроженца этих мест члена Московского союза художников С. Ф. Прилуцкого[10].

## Достопримечательности
- Усадьба П. Д. Долгорукова[11]